# Gyaros
Gyaros (Grieks: Γυάρος) is een Grieks onbewoond eiland, dat behoort tot de noordelijke Cycladen. Het ligt in het westelijk deel van de Egeïsche Zee. Het eiland heeft een oppervlakte van 23 km² en werd in de jaren 1967-1974 gebruikt als gevangeniseiland door de extreemrechtse Griekse militaire junta. Er werden 20.000 mensen gemarteld. Ook in de Romeinse tijd werden al mensen naar Gyaros verbannen. 
Eén van die bannelingen was de Stoicijnce filosoof:  Gaius Musonius Rufus die in het jaar 65 nChr naar dit rotsige eiland verbannen was. Na de dood van Nero (keizer) in 68 nChr verliet hij het eiland en keerde terug naar Rome